# Leptotila megalura
La paloma montaraz de Las Yungas, paloma montaraz de cola larga, paloma montaraz colilarga, paloma de cola grande, yerutí coluda, yerutí yungueña o yerutí yunqueña (Leptotila megalura)  es una especie de ave columbiforme perteneciente a la familia Columbidae.

## Distribución y hábitat
Se encuentra en Argentina y Bolivia.  Su hábitat natural son los bosques húmedos de montaña.